# Місто захищається
«Місто захищається» («La città si difende») — італійська кінодрама 1951 року, знята режисером П'єтро Джермі, з Ренато Бальдіні і Джиною Лоллобриджидою у головних ролях.

## Сюжет
Під час футбольного матчу група з чотирьох злочинців грабує офіс стадіону. Щоб втекти перш, ніж почнеться переслідування, вони повинні розлучитися, не розділивши вкрадені гроші.

## У ролях
- Ренато Бальдіні: Паоло Леандрі
- Джина Лоллобриджида: Даніела
- Козетта Греко: Ліна Джирозі
- Фаусто Тоцці: Луїджі Джирозі
- Пол Мюллер: Гвідо Марчі
- Енцо Маджо: Альберто Тозі
- Тамара Ліс: портретна дама
- Емма Барон: мати Альберто
- Патріція Манка: Сандріна Джирозі

## Знімальна група
- Режисер: П'єтро Джермі
- Сценарій: Федеріко Фелліні, П'єтро Джермі, Джузеппе Мангіоне, Тулліо Пінеллі
- Оператор: Карло Монтуорі
- Композитор: Карло Рустікеллі
- Художник: Карло Егіді
- Монтаж: Роландо Бенедетті